# Yoshi's Cookie
Yoshi's Cookie (ヨッシーのクッキー Yosshī no Kukkī?) är ett pusselspel utvecklat av Bullet-Proof Software till NES, Game Boy och SNES. NES- och Game Boy-versionerna utgavs av Nintendo medan SNES-versionen utgavs av Bullet-Proof Software.
En omgjord version av spelet togs 2003 med på samlingsutgåvan Nintendo Puzzle Collection som släpptes i Japan. NES-versionen återutgavs 2008 till Wii Virtual Console och 2008 var tillgänglig till 11 oktober 2013 i Japan och Europa, samt till 18 oktober 2013 i Nordamerika.

### Fotnoter
1. 1 2 3  ”Yoshi's Cookie”. NES DB. 6 mars 1992. Arkiverad från originalet den 22 april 2014. https://web.archive.org/web/20140422232446/http://www.nesdb.se/game_more.php?id=1614&rid=1. Läst 21 april 2014.